# Частова
Частова — деревня в Новгородском районе Новгородской области России. Входит в состав Бронницкого сельского поселения.

## История

### Дооктябрьской революции
В документах поселение впервые упоминается в 1495 году под названием Чисть. Но нам стало известно, что в 1475/1476 гг. Иван III совершал свой «мирный поход» на Новгород и проезжал по пустоши Лытны — напротив земель с. Честово (волостка Божиных по НПК) на правом берегу Мсты. (Новгород и Новгородская земля. История и археология. Выпуск 11 (Материалы научной конференции. Новгород, 28-30 января, 1997 г.)), а это значит, что деревня старше еще на 20 лет.
Деревня Частова происходит от слова ЧАСТО — то есть часто стоят дома. Находится она на левом берегу реки Мста в 80 км от В.Новгорода (по реке) и в 66 км по автодороге. По рассказам жителей данное место уже третье. Когда-то деревня была расположена на «Луке» низинной части реки, что приводило к частым наводнениям. И в местечке «Старняк» в 2 км от реки. Но положение его было очень неудобным — далеко от водных путей. И вот поселение облюбовали красивые места у изгиба реки Мсты и не ошиблись выбором. Частова — это одно из красивейших мест Новгородского района.
Существует легенда о возникновении современного названия деревни. По реке плыл корабль Екатерины Второй. Императрица давала названия встречавшимся по пути деревням. В этой деревне дома были расположены очень близко, часто, а потому её и назвали Частова.
Земли её граничат с Маловишерским и Крестецким районами.

### После Октябрьской Революции
В Частове колхоз образовался в 1930 году и носил название «имени Ворошилова», председателем которого был местный житель Горохов Ефим. Были колхозы «имени Будёного», «За мир», «Красная заря». После ВОВ был колхоз «Родина» Ленинградской области Парневского с/с, д. Парни за 7 км вверх на правом берегу реки Мсты.
Председатели менялись, среди них первым был Мельников Егор Екимович, который работал с 1932—1957 года. А с 1957 г. его заменил сын — Мельников Николай Егорович. Земли с начала организации колхоза обрабатывали на лошадях, на быках, а до 1935 — вручную.
Посевная площадь была 300 га. Выращивали овощи 18 га., зерновые, лён, картофель. Работало 5 бригад по 20 человек в основном старики и подростки.
В 1935 году в деревне появился первый трактор из Бурги МТС и работал на нём Голубев Иван Фёдорович.
Одна деревня составляла колхоз. Было и животноводство:
Конеферма-30 голов
КРС-100 голов (молочно-творожная ферма)
Овцы-100 голов
Свиньи-50 голов
Куры- 300—400 голов.
Бригадиром был Захаров Дмитрий Петрович. Излишки сдавали государству и продавали (молоко, масло, творог, шерсть, мясо, сало, яйца) на базаре в Малой Вишере.
Бригадиром полеводческой бригады с 1942 года работал Жуков Михаил Николаевич.
Работали в полную силу с 15 лет. С 12-16 лет норма выработки за год 50 трудодней. Рабочий день в страду длился до 23 часов вечера. На трудодни давали зерно (300—800 гр.), льносемя. Сами били масло, иногда мёд (9 гр.), так как была своя пасека из 20 ульев. Женщинам надо выработать 100, а мужчинам 150 трудодней (1 трудодень это 4 га. Заборонить в два следа на лошади)
В 1930-х годах в деревне открылась начальная школа. Учительница Никитина Нина Ивановна проработала в этой школе 25 лет. Было 4 класса, на втором этаже жили учителя, теперь в этом здании библиотека. Детей принимали в октябрята и пионеры. Школьники очень много помогали: брали шефство над животными и писали обязательство.
Работала учителем Громова Мария Ивановна. Выпускали стенгазету, была самодеятельность. Отмечали новый год и делали детям небольшие подарки.
В период войны и после неё в Частове были ясли для детей. В войну детям давали сахар через РОНО.
Умели и отдыхать. Чтобы купить гармонь скатали 300 м³ леса в реку, получив 350 руб. и через отдел культуры выхлопотали гармонь. Были личная гитара, балалайка, мандалина. Чтобы зажечь лампы собирали ложечками керосин. Ездили на смотр в М.Вишеру. Танцевали — кадриль, лансе, болдоху, кроковяк.
В колхозе была и комсомольская организация, в начале войны всего 4 комсомольца. В период войны стало 20 человек членами ВЛКСМ. Комсомольцы делали всё по с/х (собирали золу, заготавливали лес, ездили на погрузку вагонов торфом в М.Вишеру). Работали ночью, надо было вручную корзинами нагрузить 3 вагона по 10 тонн каждый.
Рассчитывали в войну карточками: хлеб, соль, сахар, жиры, крупы. На купоны выдавали одежду или 3 метра материи, носки, кофты, рейтузы.
В 1950-х годах в деревне появилась автомашина, но дорог не было и без трактора можно проехать только в сильные морозы.
В 1952 г. открылась семилетняя школа. В летний период по реке стал ходить теплоход «ЗАРЯ».
В 1961 г. колхоз перешёл на денежную оплату труда. Людям стало легче, стали строить дома.
В 1965 г. появился первый электродвижок, а в 1967 г. стал свет постоянным.
В 1975 г. закончили строительство дороги и стал ходить рейсовый автобус.
В 1976 г. стали устанавливать газовые плиты, холодильники, телевизоры.
В 1969 г. колхоз вошел в состав совхоза «Новоселицкий».
В 1979 г. совхоз присоединен к птицефабрике «Новгородская», а 1 июля 1988 г. стало подсобное хозяйство «Планета».

#### Библиотека

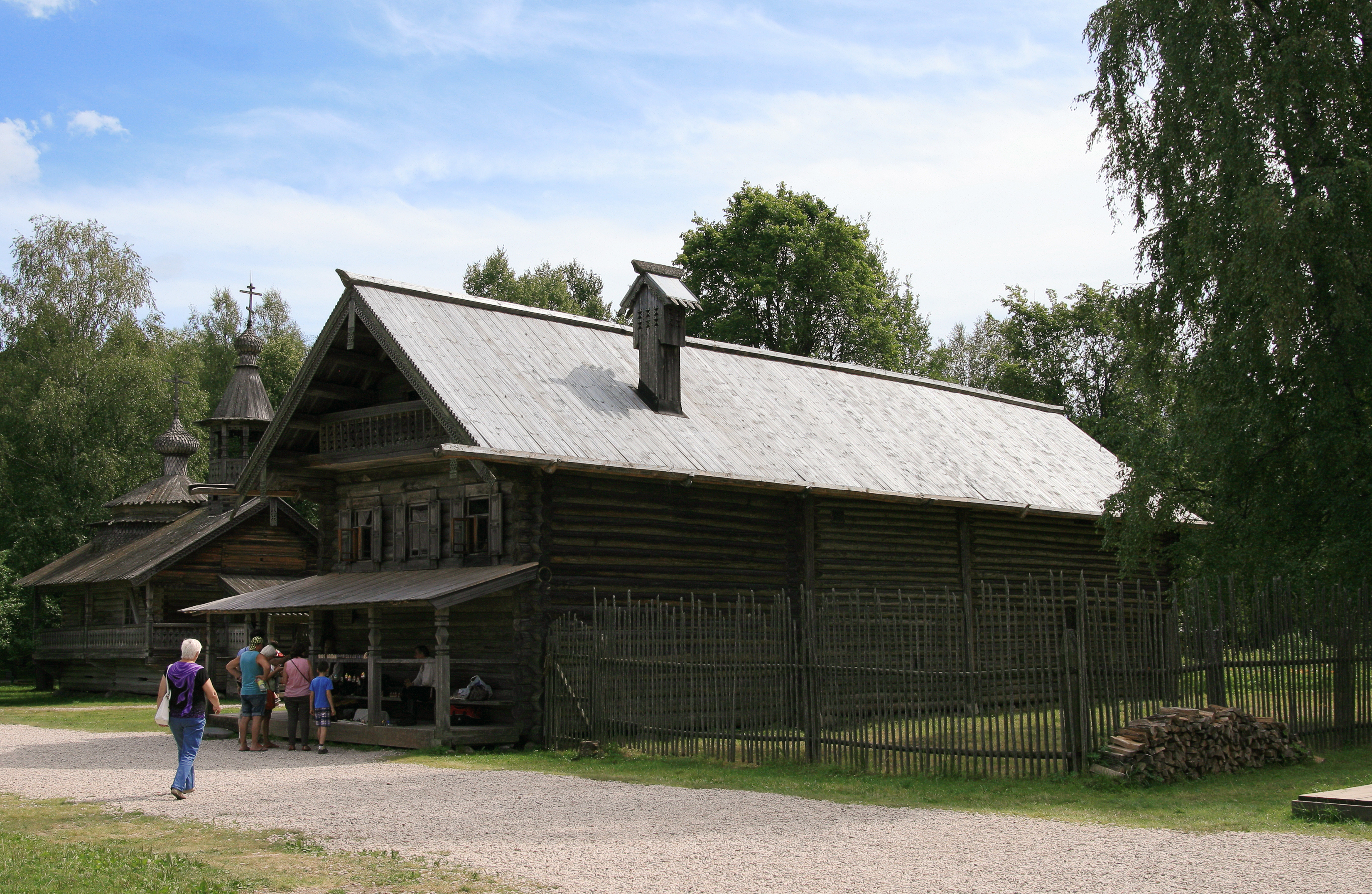
Изба П. А. Шкипарева, перевезённая из деревни в музей Витославлицы

Библиотека открылась в 1951 году в здании клуба, как «изба читальня»- фонд около 300 книг.
Избач — Мельников Н. Е.
С 1956—1968 гг. в библиотеке работает Васильева Валентина Николаевна (затем Глава Администрации Частовского с/с.) фонд-2000 книг, читателей-257.
С 1968—1969 гг. Богданова Нина -выпускница Ленинградского училища культуры.
С 1969—1982 гг. Андреева З. В., фонд-9000 книг.
С 1982—1986 гг. Андреева И. И.
С 1 сентября 1987 по 1998 гг. Шкипарева Л. И., фонд-7000 книг.
Сейчас работает Пименова Н. В.

### После распада СССР
В деревне работает ООО «Частова», действует одна пилорама. В 2015 году продают и её.
В 2005 году закрыли Администрацию Частовского с/с и присоединили к Администрации Бронницкого сельского поселения.
С 2009 года старшеклассников возят в Бронницкую школу.
В апреле 2010 года закрывают клуб.
В 2011 году закрывают начальную школу.
В мае 2012 года закрыта почта.
Наступает 2017 год. В этом году наша деревня начала строительство церкви. 19 августа этого года Отец Алексей освятил место под строительство. Затем освятили фундамент. И начали стройку. Главным спонсором строительства стал Ющенко Александр Сергеевич. Жители и дачники деревни тоже собирают средства.
2018 год. Продолжается строительство церкви. Осенью отец Игорь (Беловенцев) устанавливает «закладной камень» в честь Архангела Гавриила. Устанавливаются купола с крестами изготовленные Смирновым Анатолием (не равнодушный дачник). Жители начинают собирать иконы и утварь для церкви. В конце года на сходе организовано ТОС «Частова» (территориальное общественное самоуправление).
В 2019 г. благоустроена детская площадка, участие принимали неравнодушные жители и дачники.
2020 год. Отремонтировано бывшее Административное здание под Центр Досуга (центр по работе с населением).
В 2021 г. благоустроена территория у Цетра Досуга.
На 2022 год планируется строительство ФАПа (медпункта).https://vk.com/wall-175032041_858

## География
Деревня находится в северо-западной части Новгородской области, в подзоне южной тайги, на левом берегу реки Мсты, при автодороге 49Н-1118, на расстоянии примерно 42 км к востоку-северо-востоку от города Великий Новгород, административного центра области и района. Абсолютная высота — 39 метров над уровнем моря.

### Климат
Климат района характеризуется как умеренно континентальный, влажный, с нежарким коротким летом и умеренно холодной зимой. Среднегодовая температура воздуха — 3,7 °C. Средняя многолетняя температура самого холодного месяца (января) составляет −8,7 — −7,9 °С; самого тёплого месяца (июля) — 16,9 — 17,8 °C. Безморозный период длится около 125—130 дней. Продолжительность периода активной вегетации растений (со среднесуточной температурой воздуха выше 10 °C) составляет 115—130 дней. Среднегодовое количество атмосферных осадков — 550—600 мм, из которых большая часть выпадает в тёплый период. Снежный покров длится в течение 115—120 дней.

### Часовой пояс
Деревня Частова, как и вся Новгородская область, находится в часовой зоне МСК (московское время). Смещение применяемого времени относительно UTC составляет +3:00.

## Население
| 2010 |
| ---- |
| 107  |

### Национальный состав
Согласно результатам переписи 2002 года, в национальной структуре населения русские составляли 100 % из 144 чел.